# 黑森-洪堡的夏洛特
黑森-洪堡的夏洛特（德語：Charlotte von Hessen-Homburg，1672年6月17日—1738年8月29日），薩克森-威瑪公爵夫人，黑森-洪堡伯爵腓特烈二世的女兒。

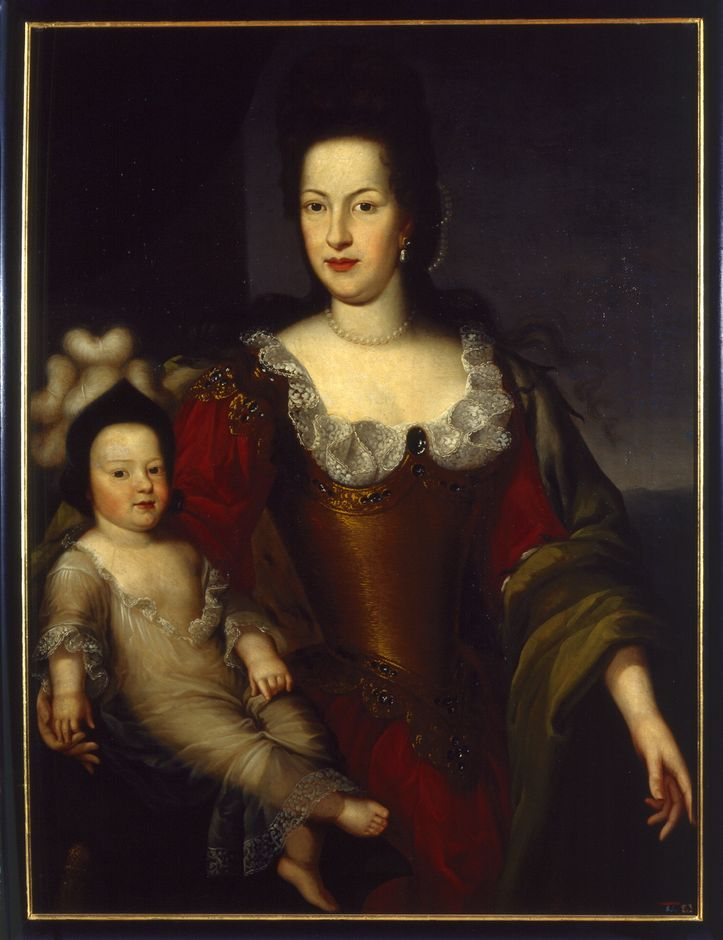
黑森-洪堡的夏洛特

## 家庭
1694年，夏洛特與薩克森-威瑪公爵約翰·恩斯特三世結婚，兩人共有1子1女：
1. 約翰·恩斯特（英语：Prince Johann Ernst of Saxe-Weimar）（1696年—1715年），早逝
2. 瑪麗·路易絲（1697年—1704年），夭折